# Paradox – Die Parallelwelt
Paradox – Die Parallelwelt ist ein kanadischer Science-Fictionfilm aus dem Jahr 2010 des Regisseurs Brenton Spencer. Er basiert auf der gleichnamigen Graphic Novel.

## Inhalt
Detektiv Sean Nault arbeitet für die Mordkommission. In der Welt glaubt keiner an die Wissenschaft, sie glauben nur an die Magie. Die Menschen, die es nicht glauben, werden als Pragmatiker bezeichnet. Plötzlich kommt es zu vielen Morden. Jemand tötet Menschen mit einem Gerät, das eine Metallkugel in den Körper des Opfers schleudern kann, wobei das verwendete Blei keine Spur von Magie zeigt, wenn es einer Analyse unterzogen wird. Das ist für Detektiv Sean Nault ganz neu, denn die Opfer wurden nicht durch Magie umgebracht, sondern mit der Wissenschaft. Er will zusammen mit dem 130 Jahre alten Zauberer Winston Churchill in eine andere Dimension reisen, wo nur die Wissenschaft existiert. Wenn Sean den Mordfall nicht aufdeckt, könnten die zwei Dimensionen zerstört werden. Als Churchill bei einem nachfolgenden Angriff durch eine Kugel verletzt wird, kann er aufgrund der eisernen Natur der Waffe nicht mit Magie dagegen vorgehen. Für ihn springt deshalb die Pragmatikerin Lenore ein und Nault reist mit ihr in die andere Welt.
Beim Erkunden dieser neuen Welt ist Nault fasziniert, da er sich hier Krimis ansieht und etwas über die verschiedenen wissenschaftlichen Methoden lernt, die zur Identifizierung von Leichen und zur Feststellung von Schuld verwendet werden, dabei findet er heraus, dass sein „Trick“, Verdächtige zu beobachten, tatsächlich eine gültige wissenschaftliche Methode ist. Nault besucht eine örtliche Polizeidienststelle und gibt sich als Detektiv aus Los Angeles aus. So erfährt er, dass ihr vermeintlicher Täter Professor Hillman sein dürfte, ein Physiker, der kürzlich verschwunden ist. Nault studiert die Akte über Hillmans Verschwinden und sucht daraufhin Hillmans Haus auf. Dort entdeckt er einen Spiegel, der die Möglichkeit bietet, zwischen den beiden Welten zu reisen, sowie mehrere DVDs mit aufgezeichnetem Erpressungsmaterial. Die Ermittlungen werden behindert, als die örtliche Polizei erfährt, dass Nault und Lenore nirgendwo gemeldet sind und somit „nicht existieren“, aber glücklicherweise werden sie in ihre Welt zurückgebracht, gerade als sie von den Detectives in die Enge getrieben werden. Nault stellt fest, dass die DVDs, die er gefunden hat, von einem Senator stammen, der in Drogenhandel und Korruption verwickelt ist. Er spürt den Senator auf, der nun versucht Nault zu überfahren und dabei selbst ums Leben kommt. Nault entgeht dem Attentat dank des einzigen Zaubers, den er verwenden kann, einem Immaterialitätszauber.
Zurück in seiner Welt sucht Nault sogleich Churchill auf, der mittlerweile im Sterben liegt. Er versichert Nault, dass er es nicht bereut, jetzt zu sterben und gibt Nault einen Ring, da er sich sicher ist, dass Nault die Person ist, die ihn besitzen sollte.
Beim Versuch, den Spiegel aufzuspüren, mit dem Hillman in die andere Welt gereist ist, gelangt  Nault zu der Erkenntnis, dass sein Kapitän Papillo selbst in die Verschwörung verwickelt ist. Der Senator war für ihn nur Mittel zum Zweck, um die nötige Macht zu erlangen. Nault und Lenore werden von ihm als Geiseln genommen und zu einer Basis gebracht. Er enthüllt, dass er durch Hillmans Experimenten zum Durchbrechen der Dimensionsbarriere mit ihm in Kontakt kam. Hillman beabsichtigte, die Barrieren zwischen den beiden Welten einzureißen, um sie zusammenzubringen, damit Wissenschaft und Magie zusammenkommen können und beide Welten voneinander lernen könnten. Die Drogengeschäfte stellten lediglich die notwendigen Mittel zur Verfügung, um die Ausrüstung zu finanzieren. Im Showdown werden Hillman und Papillo getötet, als Nault sich und Leonore zu befreien versucht. Beide können fliehen, als die Basis hinter ihnen zusammenbricht. Nault verspricht Leonore niemals aufzuhören nach einem Weg zu suchen, damit sie in die andere Welt zurückzukehren können. Sie versichert aber, dass sie im Moment genau dorthin gehöre, wo er ist, und beide küssen sich.

## Veröffentlichung
In Deutschland erschien der Film am 19. April 2011 auf DVD.

## Kritik
Filmdienst bewertete den Film als einen sich sehr „ambitioniert gebender Science-Fiction-Thriller auf der Grundlage einer Graphic Novel, der aber weder schauspielerisch noch inszenatorisch das Potenzial besitzt, die Vorlage überzeugend umzusetzen.“